# Pauleo
Pauleo is een geslacht van weekdieren uit de klasse van de Gastropoda (slakken).

## Soort
- Pauleo jubatus Millen & Hamann, 1992